# Znamensk (oblast de Kaliningrad)
Pour la ville de l'oblast d'Astrakhan, voir Znamensk (oblast d'Astrakhan).
Znamensk (en russe : Знаменск ; en allemand : Wehlau ; en lituanien : Vėluva ; en polonais : Welawa) est une localité du raïon de Gvardeïsk, de l'oblast de Kaliningrad, en Russie. Située sur la rive droite de la Pregolia, au confluent avec la Lava, Znamensk compte 4 302 habitants (2002).
Le site, originellement appelé Velowe en vieux prussien, fut fortifié par les chevaliers teutoniques sous le nom de Wehlau et devint une colonie allemande. La ville reçut une charte municipale en 1339. 
Le traité de Wehlau y fut signé en 1657 entre la Pologne et la Prusse, par lequel fut sanctionnée l'indépendance de la Prusse. 
En 1818, la ville devint le chef-lieu de l'arrondissement de Wehlau en province de Prusse-Orientale.
À la fin de la Seconde Guerre mondiale, vers le début de 1945, la ville fut occupée par les troupes soviétiques : le centre-ville historique fut presque entièrement détruit, et la population allemande expulsée. Incorporée à l'exclave de Kaliningrad, elle reçut le nom de Znamensk.

## Personnalités nées dans la ville
- Julius Arnoldt (1816-1892), philologue
- Ernst Vanhöffen (1858-1918), biologiste
- Julius Hallervorden, (1882-1965), neurologue allemand.